# 1082
| Calendário gregoriano                                                        | 1082 MLXXXII                                          |
| Ab urbe condita                                                              | 1835                                                  |
| Calendário arménio                                                           | 531 – 532                                             |
| Calendário bahá'í                                                            | -762 – -761                                           |
| Calendário budista                                                           | 1626                                                  |
| Calendário chinês                                                            | 3778 – 3779 Início a 1 de fevereiro (aproximadamente) |
| Calendário copta                                                             | 798 – 799                                             |
| Calendário etíope                                                            | 1074 – 1075                                           |
| Calendários hindus - Vikram Samvat - Calendário nacional indiano - Cáli Iuga | 1137 – 1138 1003 – 1004 4182 – 4183                   |
| Calendário Holoceno                                                          | 11082                                                 |
| Calendário islâmico                                                          | 474 – 475                                             |
| Calendário judaico                                                           | 4842 – 4843                                           |
| Calendário persa                                                             | 460 – 461                                             |
| Calendário rúnico                                                            | 1332                                                  |
| Calendário solar tailandês                                                   | 1625                                                  |

1082 (MLXXXII, na numeração romana) foi um ano comum do século XI do Calendário Juliano, da Era de Cristo, a sua letra dominical foi B (52 semanas), teve início a um sábado e terminou também a um sábado.
No território que viria a ser o reino de Portugal estava em vigor a Era de César que já contava 1120 anos.
| Ano completo                   |
| ------------------------------ |
| Ano comum com início ao sábado |

## Nascimentos
- 11 de Novembro - Raimundo Berengário III, m. 1131, foi conde de Barcelona.
- São Teotónio, religioso português, tendo sido canonizado pela Igreja Católica (m. 1162).

## Mortes
- Raimundo Berengário II (1055 — 1082) "Cabeça de Estopa", conde de Barcelona.